# Святилище Аполлона Гілата
34°40′23″ пн. ш. 32°51′49″ сх. д. / 34.673055555556° пн. ш. 32.863611111111° сх. д.
Гілат (грец. Υλάτης) — бог, якому поклонялися на острові Кіпр, пізніше поєднався з грецьким богом Аполлоном. Його ім'я, ймовірно, походить від ὑλακτέω [ʰylaktéō] «гавкаючий» або ὕλη [ʰýlē] «ліс», тому Лебек називає його Аполлоном лісів. Йому поклонялися з 3 століття до нашої ери до 3 століття нашої ери.
У Куріоні знаходилося важливе святилище.

## Святилище Аполлона Гілата
Святилище знаходиться близько 2,5 км на захід від стародавнього міста Куріон вздовж дороги, яка веде до Пафосу. Це був один з головних релігійних центрів стародавнього Кіпру, де Аполлону поклонялися як богу лісів. Поклоніння Аполлону на цьому місці почалося ще у восьмому столітті до нашої ери і тривало до четвертого століття нашої ери. Місце зазнало багато розширень і змін у різні періоди. Більшість пам'яток, якими їх можна побачити сьогодні, належать до реставрацій першого століття нашої ери. Святилище оточує стіна. Всередину можна було потрапити через ворота Куріона і ворота Пафоса.
Спочатку місцевість складалася з: храму, сліди якого збереглися у фундаменті нинішнього храму; круглий пам'ятник, який, ймовірно, був призначений для процесій або танців навколо гаю священних дерев; і формалізований архаїчний вівтар. У римський період територія була розширена за рахунок додавання південних і північних будівель, які могли використовуватися для демонстрації вотивів або розміщення відвідувачів. Теракотові статуетки та кераміка, які були накопичені в Храмі з V століття до н. е. до римського періоду, були поховані у вотивній ямі. Довга вулиця, що йде з півдня на північ, веде до Храму Аполлона Гілата, який був побудований в період пізнього класицизму або раннього еллінізму на руїнах архаїчного храму. У першому столітті нашої ери храм був перебудований в іншому архітектурному стилі. Уздовж зовнішньої східної сторони стін розташовані Палестра, де колись займалися атлети та грали в ігри, і лазні.